# Lifer
Lifer war eine US-amerikanische Nu-Metal- und Alternative-Metal-Band aus Wilkes-Barre, Pennsylvania, die 1999 unter dem Namen Strangers with Candy gegründet wurde und sich 2002 auflöste. Die Gruppe nannte sich auch kurzzeitig Driver.

## Geschichte
Die Band wurde Anfang 1999 unter dem Namen Strangers with Candy gegründet und bestand aus dem Sänger Nick Coyle, dem Gitarristen Aaron Fink, dem Bassisten Mark James Klepaski und dem Schlagzeuger Chris Lightcap, wobei die Gruppe anfangs nur eine reine Coverband war. Gegen Ende des Jahres kam der DJ Tony Kruszka zur Besetzung. Ein paar Monate später nahm die Gruppe an MTVs Ultimate Cover Band Contest teil, bei dem sie unter anderem ihre Versionen von a-has Take On Me und Limp Bizkits Nookie spielte. Dadurch konnte die Band ihre Bekanntheit erheblich steigern. Es folgte im Jahr 2000 über Smokeable Records die EP No Need, die sieben Lieder enthält. Etwa zur selben Zeit entschied man sich zur Umbenennung in Lifer. Grund für die Umbenennung war, dass es bereits eine gleichnamige TV-Show von Comedy Central gab. Zuvor hatte die Gruppe sich in Driver umbenannt, jedoch konnte sie diesen Namen ebenfalls nicht behalten, da es bereits eine gleichnamige Band gab.
Mit Alex Lifeson als Produzenten begab sich die Band daraufhin ins Studio, um ihr selbstbetiteltes Debütalbum aufzunehmen, das im August 2001 erschien. Gegen Ende des Jahres verließen Klepaski und Fink die Besetzung, um Breaking Benjamin beizutreten. Nach der Veröffentlichung der EP IV im Jahr 2002 kam es zur Auflösung.

## Stil
Für den Geschmack von Mario Mesquita Borges von Allmusic spielt die Band dunklen Alternative Metal, der insgesamt wild und brutal klinge. Christian Graf schrieb in seinem Nu Metal und Crossover Lexikon, dass die Band die Coverversion von Take On Me in einem Nu-Metal-Gewand spielte. Mit der Veröffentlichung des Albums habe die Band klarmachen wollen, dass sie durch Tool, Godsmack, Faith No More und die Deftones beeinflusst wurde. In seiner Rezension zum Album zog Kurt Morris von Allmusic einen Vergleich zu Limp Bizkit und Korn. Die Musik sei dabei nur wenig originell, einzig der Gesang könne überzeugen.

## Diskografie
als Strangers with Candy
- 2000: No Need (EP, Smokeable Records)

als Lifer
- 2001: Lifer (Album, Universal Music Group)
- 2001: Boring (Single, Universal Music Group)
- 2001: Not Like You (Single, Universal Music Group)
- 2001: Lifer / Factory 81 (Split mit Factory 81, Universal Music Group)
- 2002: IV (EP, Eigenveröffentlichung)